# Philippe II de Brunswick-Grubenhagen
Pour les articles homonymes, voir Philippe II.
Philippe II, né vers 2 mai 1533 et mort le 4 avril 1596, est un prince de la maison de Brunswick (Welf), fils du duc Philippe Ier de Brunswick-Grubenhagen. Il fut souverain de la principauté de Grubenhagen de 1595 jusqu'à sa mort. Son décès marque l'extinction de la lignée de Brunswick-Grubenhagen, à la suite de quoi la principauté est annexée par les princes de Brunswick-Wolfenbüttel.

## Biographie
Philippe II est un des nombreux enfants de Philippe Ier de Brunswick-Grubenhagen et de son épouse Catherine de Mansfeld-Vorderort (1501-1535). Il est le benjamin d'une fratrie de neuf enfants dont six atteignent l'âge adulte. À la mort de Philippe Ier en 1551, son premier successeur est l'ainé de ses fils, Ernest III.

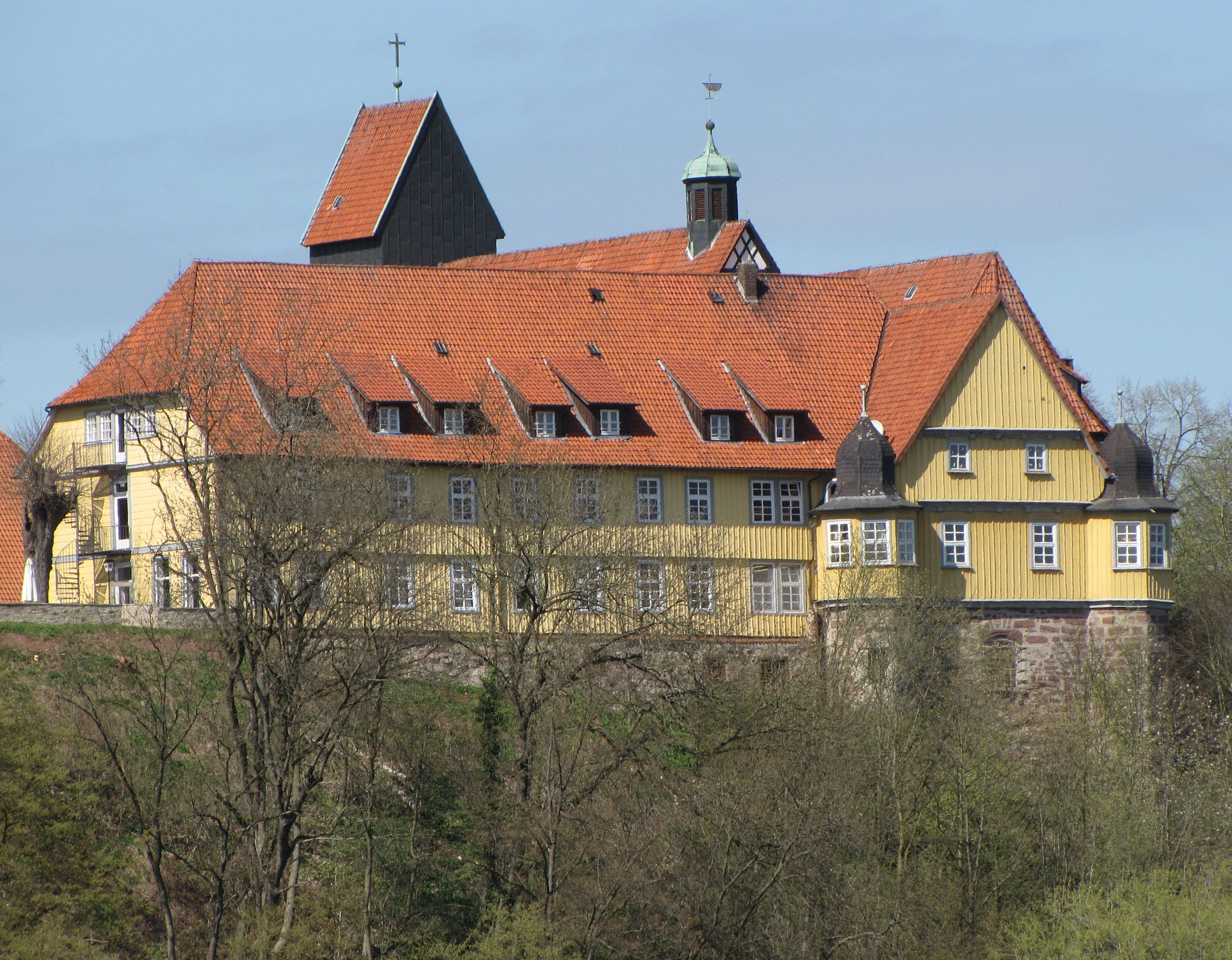
Le château de Katlenburg.

Le 1er juillet 1560, Philippe II avait épousé sa cousine Claire, (1532-1595), fille du duc Henri II de Brunswick-Wolfenbüttel. Le couple s'installe dans l'ancien monastère de Katlenburg. Ce mariage reste stérile. Son épouse Claire était morte dès la fin de l'année 1595.
À la mort du duc Ernest en 1567, c'est un autre fils de Philippe Ier qui accède au trône : Wolfgang. Quand Wolfgang meurt à son tour en 1595 sans laisser de descendance, c'est son dernier frère vivant, Philippe II, qui lui succède. Dès 1595, il transfère sa résidence de Katlenburg au château de Herzberg où son épouse Claire meurt le 23 novembre.
Philippe est mort dans sa première année de règne. Il est inhumé après de ses parents et de ses frères dans la crypte de l'église Saint-Gilles à Osterode.

## Succession
La disparition de Philippe II marque l'extinction de la ligne mâle de la branche de Grubenhagen de la maison de Brunswick. La principauté a été occupée par le duc Henri-Jules de Brunswick-Wolfenbüttel. Les membres de la lignée cousine de Brunswick-Lunebourg, qui se considère comme l'ainée de la famille, proteste contre cette annexion et porte l'affaire devant la Chambre impériale (Reichskammergericht). Le parti des ducs de Lunebourg emporte finalement la décision et en 1617, le fils d'Henri-Jules, Frédéric-Ulrich, doit céder Grubenhagen au duc Christian de Brunswick-Lunebourg.